# Paul Murray
Paul Murray (Dublino, 1975) è uno scrittore irlandese.

## Biografia
Nato nel 1975 a Dublino, vi risiede e lavora.
Figlio di un professore emerito e un'insegnante, dopo il liceo al Blackrock College, ha studiato letteratura inglese al Trinity College e si è laureato in scrittura creativa all'Università dell'Anglia orientale.
Dopo aver lavorato come libraio, ha esordito nel 2003 con il romanzo An Evening of Long Goodbyes giungendo finalista ai Costa Book Awards e al Kerry Group Irish Fiction Award.
In seguito ha pubblicato altri tre romanzi, Skippy muore nel 2010, The Mark and the Void nel 2015 (vincitore del Bollinger Everyman Wodehouse Prize l'anno successivo ex aequo con Hannah Rothschild) e Il giorno dell'ape nel 2023.

## Opere

### Romanzi
- An Evening of Long Goodbyes (2003)
- Skippy muore (Skippy Dies), Milano, Isbn, 2010 traduzione Beniamino R. Ambrosi ISBN 978-88-7638-171-3.
- The Mark and the Void (2015)
- Il giorno dell'ape (The Bee Sting), 2025 traduzione Tommaso Pincio, Einaudi

## Premi e riconoscimenti
- Bollinger Everyman Wodehouse Prize: 2016 per The Mark and the Void
- Premio Strega Europeo: 2025 con Il giorno dell'ape[6]